# Distretto di Pillpinto
Il distretto di Pillpinto è uno dei nove distretti della  provincia di Paruro, in Perù. Si trova nella regione di Cusco.